# 宮井晶
宮井 晶（みやい あきら、1963年3月6日 - ）は、音楽ディレクター、プロデューサー。日本の芸能事務所・スターダスト音楽出版所属、スターダスト・レコーズ取締役を務める。一般社団法人 日本音楽制作者連盟理事。過去にソニーミュージック・エンターテイメント、（株）FENOMENO、MF247に所属。大阪府出身。上智大学卒業。

## 概要
1963年、大阪府東住吉区生まれ。上智大学卒業後、1986年にソニー・ミュージックエンタテインメント入社。
エピック洋楽ディレクターを務め、ジャミロクワイらを発掘し、小室哲哉のプロデュース作の担当ディレクターも務め、2003年に丸山茂雄とともにインディーレーベル247Musicを設立。
2005年にスターダスト音楽出版に入社し、ももいろクローバーZ、超特急、私立恵比寿中学らの音楽制作を担当している。一般社団法人 日本音楽制作者連盟理事。

## 略歴
- 1986年、ソニーミュージックエンタテイメント入社[1]
  - 営業部配属
- 1989年、エピック・ソニー洋楽ディレクター担当[1]
  - セリーヌ・ディオン、ジャミロクワイ、テレンス・トレント・ダービーなど担当[1]
- 1994年からソニーミュージック　TKルームで小室哲哉プロデュース作の担当ディレクターを担当[1]
- ももいろクローバーZ、私立恵比寿中学、超特急などの音楽制作を始め、今に至る[1]
- 2019年、超ボーカリストオーディションも兼務、担当[3]

現在、一般社団法人 日本音楽制作者連盟理事を務める。

## 来歴

### 洋楽担当
- デビュー間も無いセリーヌ・ディオンのライブを見て、才能を確信。フジテレビのドラマプロデューサーと共に日本オリジナル・シングル企画を立ち上げリリース[1]。
- 1990年代、小山田圭吾（Cornelius）と一緒にイギリスに遊びに行き、キーパーソンだったジャイルス・ピーターソン（ラジオDJ、レコードレーベルオーナー）からジャミロクワイを紹介される。ロンドンのクラブにてパフォーマンスを見て才能を確信。日本でどれくらい売れそうかとイギリスソニーのA&Rに訊かれ100万枚くらいと答える。ジャミロクワイのアーティスト契約に影響。その後日本での広報・ツアーも担当[1]。

### 邦楽担当
- 小室哲哉、鈴木亜美の制作を担当。その後、スターダストプロモーションに移籍[1]。
- TM NETWORKの9枚目のアルバムを制作。[1]。

### 247MUSIC時代
- 恩師でもある元ソニー・ミュージックエンタテインメント会長の丸山茂雄と共に　インディーズレーベルをスタート。[1]。
- ドラムNベースDJMAKOTOのデビュー・アルバム「Human Elements」をリリース[1]。

### スターダスト時代
- スターダストプロモーションに活動現場を移し、スターダスト音楽出版・A&Rを担当。犬が鳴く歌を制作したがウルさいとのことで猫の歌を作ることに。犬派専属の猫を契約し、”MUSASHI'S"という名義で楽曲制作[1]。
- その後川上アキラマネージャーとアイドルユニット企画が始動。しばらく人間の歌を作っていなかった宮井はマネージャー川上と共に企画制作し、ももいろクローバーZが誕生。初代ディレクターを担当した。楽曲制作や、ダンスなど企画構成を考える。当時は小学生のメンバーもいたので爽やかな楽曲が多めで、「あの空へ向かって」が出来た[4][1]。
- 現在、音楽ディレクターとしてももいろクローバーZ、私立恵比寿中学、超特急などを手がける[5][1]。

## 担当したアーティスト

### 現在
- ももいろクローバーZ[1]
- 私立恵比寿中学[1]
- 超特急[1]

### 過去
- セリーヌ・ディオン[1]
- Jamiroquai[1]
- テレンス・トレント・ダービー[1]
- LTJ ブケム
- 4hero
- 鈴木亜美[1]
- TM NETWORK[1]

## プロデュース

### 舞台
- オノマトペ（2022年6月8日～12日、CBGKシブゲキ!!） - プロデューサー[6]

### オーディション企画
- クリエイターズマッチングプロジェクト（2021年）[7]